# ビルジャイ
ビルジャイ（リトアニア語: Biržai）はリトアニアの北部にある都市。かつてラトヴィラ家（ラジヴィウ家）が住んでいたビルジャイ城がある。また、ビルジャイ周辺には伝統的なブルワリーが多く、名産品としてビールがよく知られている。そのほか、パン、リネンなども生産されている。

## 都市名
各国語での表記は以下のとおり。
- ドイツ語：Birsen
- ポーランド語：Birże
- ロシア語：Биржай
- イディッシュ語：בירז[1]

## 人口
- 1823年 - 2,000人
- 1858年 - 2,682人
- 1891年 - 3,000人
- 1897年 - 4,413人
- 1923年 - 5,315人
- 1931年 - 5,705人
- 1939年 - 8,281人
- 1959年 - 8,624人
- 1964年 - 9,400人
- 1970年 - 11,160人
- 1975年 - 13,400人
- 1976年 - 13,700人
- 1979年 - 14,401人
- 1989年 - 15,907人
- 2001年 - 15,262人
- 2011年 - 13,780人